# شلون (إسبانيا)
بلدية شَلوْن (وتضم الشين) أو بلدية جالون/كزالون (بالإسبانية: Jalón) (بالفالنسية:Xaló), هي بلدية تقع في مقاطعة لقنت. جنوب شرق إسبانيا. يبلغ عدد سكانها 2.946 نسمة.